# NCSM Ottawa (FFH 341)
 (juin 2022).
Si vous disposez d'ouvrages ou d'articles de référence ou si vous connaissez des sites web de qualité traitant du thème abordé ici, merci de compléter l'article en donnant les références utiles à sa vérifiabilité et en les liant à la section « Notes et références ».
Pour les autres navires du même nom, voir NCSM Ottawa.
Le NCSM Ottawa (FFH 341), est une frégate canadienne, le douzième et dernier de la classe Halifax. Il est en service depuis 1996 et assigné à la Force maritime Pacifique, sous le Commandement de la Force maritime du Canada des Forces canadiennes et est basé au port d'Esquimalt, en Colombie-Britannique. Le navire est le quatrième du nom.

## Service
Le NCSM Ottawa sert principalement dans l'océan pacifique pour la protection de la souveraineté territoriale du Canada et l'application de la loi dans sa zone économique exclusive.
Ottawa a participé dans de nombreuses opérations de lutte anti-terrorisme (golfe Persique, golfe arabique), et patrouille régulièrement l'océan pacifique dans le cadre de missions de l'OTAN.